# Uganda en los Juegos Olímpicos de Londres 2012
Uganda estuvo representada en los Juegos Olímpicos de Londres 2012 por un total de 15 deportistas que compitieron en 4 deportes.
El portador de la bandera en la ceremonia de apertura fue el nadador Ganzi Mugula.

## Medallistas
El equipo olímpico ugandés obtuvo las siguientes medallas:
| Nombre            | Deporte   | Competición |
| ----------------- | --------- | ----------- |
| Oro               |           |             |
| Stephen Kiprotich | Atletismo | Maratón M   |
| Plata             |           |             |
| —                 |           |             |
| Bronce            |           |             |
| —                 |           |             |